# پرچم سنت وینسنت و گرنادین‌ها
پرچم سنت وینسنت و گرنادین‌ها (انگلیسی: Flag of Saint Vincent and the Grenadines) پرچم رسمی کشور سنت وینسنت و گرنادین‌ها می‌باشد که در ۲۱ اکتبر ۱۹۸۵ معرفی شد. این پرچم از سه رنگ آبی، طلایی (با عرض دو برابر) و سبز به‌طور عمودی با سه الماس سبز رنگ که به شکل V (در وسط نوار طلایی و نمادی از "وینسنت") قرار گرفته‌اند، تشکیل شده‌است. رنگ آبی به نشانه آسمان استوایی، رنگ طلایی به نشانه شن‌های طلایی ساحل و رنگ سبز به نشانه پوشش گیاهی این کشور در پرچم قرار داده شده‌اند.

## نگارخانه

پرچم مستعمره (۱۸۷۷ تا ۱۹۰۷)
پرچم مستعمره (۱۹۰۷ تا ۱۹۷۹)
۱۹۷۹ تا ۱۹۸۵
مارس تا اکتبر ۱۹۸۵